# Cantó de Charleville-Centre
El cantó de Charleville-Centre és un cantó francès del departament de les Ardenes, situat al districte de Charleville-Mézières. Té 3 municipis i part del de Charleville-Mézières.

## Municipis
- Aiglemont
- Charleville-Mézières (part)
- Montcy-Notre-Dame

## Història
| Data d'elecció                           | Identitat          | Partit                     | Qualitat |
| ---------------------------------------- | ------------------ | -------------------------- | -------- |
| 1945-1958                                | Jacques Bozzi      | SFIO                       |          |
| 1958-1964                                | Jeanne Carlot      | MRP                        |          |
| 1964-1976                                | André Lebon        | SFIO, després PS           |          |
| 1976-1994                                | Luc Pilard         | Divers droite, després UDF |          |
| 1994-2008                                | André Marquet      | UDF-CDS                    |          |
| 2008-                                    | Christophe Léonard | PS                         |          |
| les dades anteriors no són pas conegudes |                    |                            |          |
|                                          |                    |                            |          |

## Demografia
| A partir de 1990: Població sense dobles comptes |